# 滝観洞

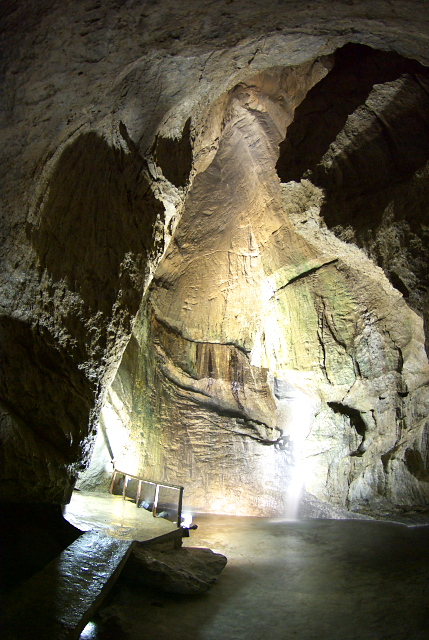
天の岩戸の滝のある洞内ドーム

滝観洞（ろうかんどう）は、岩手県気仙郡住田町上有住にある石灰岩からなる鍾乳洞（洞窟）。滝観洞観光センターが設置され、住田町の著名な観光名所の一つである。本項ではすぐ近くにある白蓮洞についても述べる。

## 概要
滝観洞は石灰岩でできた鍾乳洞で、これまでの調査と測量で総延長3,635メートル以上（国内第10位）、高低差115メートル（国内第24位）と報告されている。一般公開されているのは、入口から天の岩戸の滝までである。

### 天の岩戸の滝
入口から地底を約880メートル進んだところにあるドーム状の空間は高さ60メートル、周囲50メートルの広さがある。その天井の裂け目から流れ落ちる洞窟内の滝は、29メートルの落差を持ち、1958年（昭和33年）に滝観洞を訪問した女流歌人の柳原白蓮によって「天の岩戸の滝（あまのいわとのたき）」と命名された。
天の岩戸の滝より奥の非公開部にも、少なくとも2つの滝と1つの地底湖が確認されており、それぞれ住田の滝、重義の滝、無限の泉と命名されている。

### 風恋橋
滝観洞入口の前にはJR上有住駅北東の高清水山（）に発する気仙川の上流部が流れており、朱色の太鼓橋である風恋橋（かざこいばし）が架かっている。1957年（昭和32年）に洞窟の観光地化を目指して作られた幅1.5メートル、長さ約13メートルの鉄筋コンクリート造の橋であり、名称は一般公募により地元の女子高校生が命名した。「想いを胸に風恋橋を渡り天空から輝き舞う、滝の雫を見れたら願い事が叶う」という伝説がある。

### イベントその他
毎年5月のゴールデンウィークには「滝に鯉（恋）まつり」が開催される。また毎年8月の第一日曜日にイベント「滝観洞まつり」が開催され、五葉山火縄銃鉄砲隊の演武などがおこなわれる。
東北自然歩道「新・奥の細道」の一部として、滝観洞・白蓮洞の中を通る2.3キロメートルの「No.39 滝観洞のみち」が設定されている。
洞窟は滝観洞・白蓮洞ともに住田町が所有し、滝観洞観光センターを運営する住田町の第三セクターである住田観光開発株式会社が管理・経営している。

### 洞内の見所
- 映画「八つ墓村（1977年）」の撮影地
- ウミユリの化石[34]

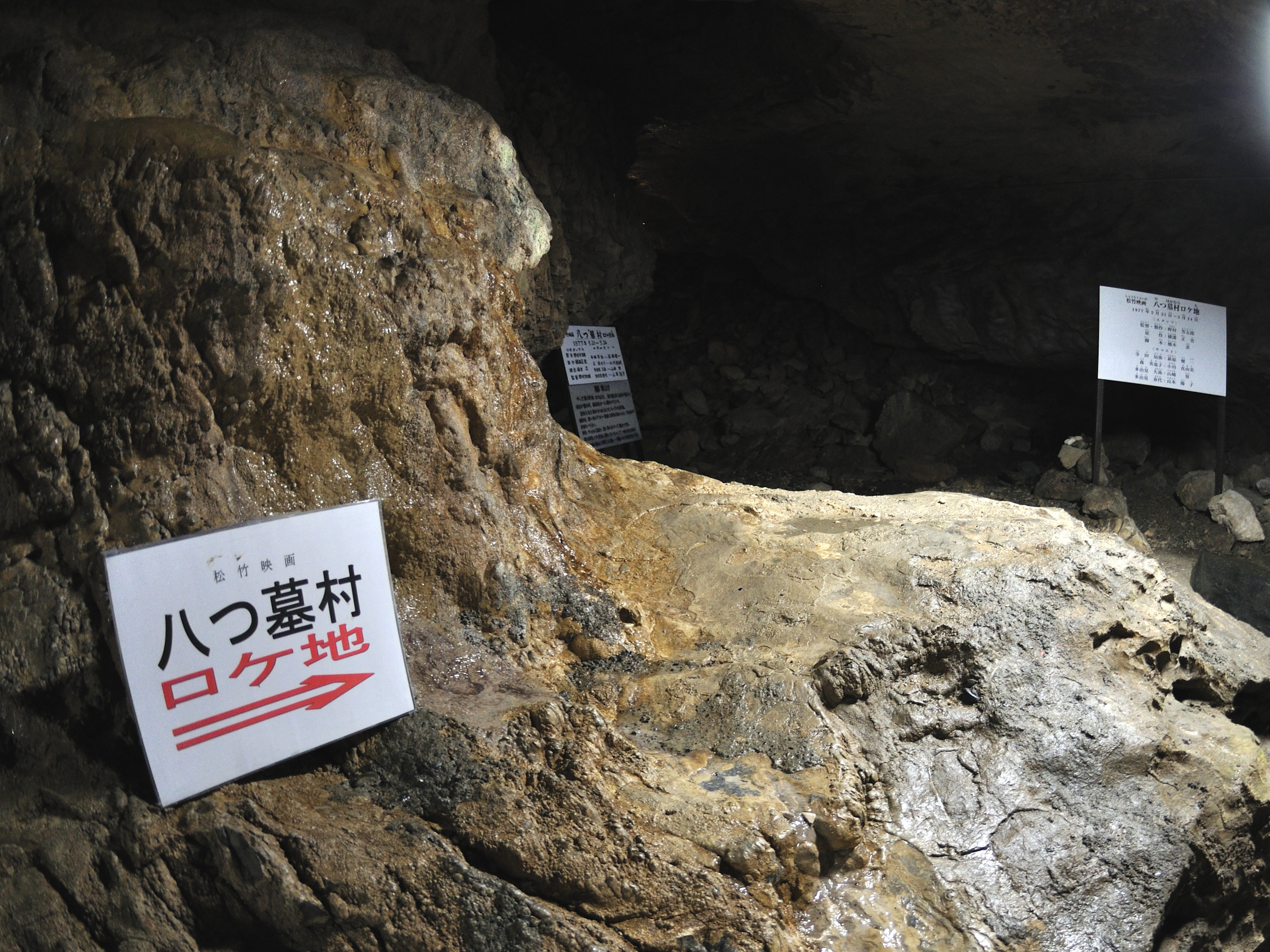
映画「八つ墓村」の撮影が行われた場所

- セピオライト（メシャム、マウンテンレザー）[35]
- ポットホール（天井からのしずくによって浸食され床面に開いた穴）
- 小滝（女滝）
- 洞窟観音像
- 天の岩戸の滝（男滝）

### 洞内の公開
- 営業時間
  - 通常：8:30 - 16:30
  - 冬季（11月 - 2月）：土日祝のみ入洞可[注 6]、8:30 - 16:00
- 休業日 年末年始（12月28日 - 1月3日）、冬季期間の平日[18]
- 入洞料金

| 区分     | 金額    |
| -------- | ------- |
| 大人     | 1,100円 |
| 小中学生 | 500円   |
| 未就学児 | 無料    |
- 団体割引有り
- 東日本大震災以前は滝観洞・白蓮洞の共通入洞券であった

- レンタル: ヘルメット、ジャンパー（上着）、長靴（全て無料で貸し出し）

## 白蓮洞
滝観洞の近く、気仙川の対岸に白蓮洞（びゃくれんどう）がある。石灰岩でできた鍾乳洞であり、確認されている総延長は総延長3,200メートル以上とされる。観光洞として一般公開されているのはそのうち約400メートルである。滝観洞よりも古い時期に形成されたとされる。洞内は広い空間を持ち、頭上にも通路がつながる立体的空間となっており、その景観は滝観洞と大きく異なる。1975年（昭和50年）に一般公開された当初は滝観新洞と呼称していたが、天の岩戸の滝を名付けた歌人柳原白蓮にちなみ、1983年（昭和58年）に「白蓮洞」と改称された。また、ケイビング関係者の間では空穴第2洞の名で知られている。
白蓮観世音菩薩、六地蔵尊菩薩、千手観世音菩薩、水子地蔵尊、子育地蔵尊菩薩、延命地蔵尊菩薩が祀られ、参拝者も多かったが、東日本大震災の被災により閉鎖されている。
冬季の気候条件によって洞内に多数の氷筍が形成されることがあり、観賞会を催したことがある。2011年（平成23年）2月に開催された際の地元紙記事では、「20年ぶりの貴重な光景」と語られている。

### 洞内の見所
- 洗心の池（リムストーンプール〈畦石池〉）
- フローストーン（流華石）
- ボックスワーク
- つらら石
- 石筍
- 洞窟サンゴ
- 仏像6体
- コウモリ
- 柳原白蓮歌碑[注 10]

### 洞内の公開
白蓮洞は2011年（平成23年）の東日本大震災の被害により閉鎖され、観光客は入洞できない（2023年5月末現在）。観光客入洞の再開には安全性の確認調査、落石の除去、岩塊固定工事、非常用設備の設置など相当額の費用が見積もられ、閉鎖を継続せざるをえない旨が2018年（平成30年）12月の住田町議会で町長から回答されている。

## 歴史・沿革
- 明治時代初期 - 発見される
- 大正10年ころ - 地元青年が探索し、洞内の滝を発見[14]
- 1955年（昭和25年） - 観光洞（大洞岩窟滝）として開設
- 1966年（昭和41年） - 東海大学探検学会の調査により[11]、全長1,400メートルと確認[7]
- 1966年（昭和41年）7月 - 大洞岩窟滝を「滝観洞」と命名、洞窟開きを開催[60]
- 1967年（昭和42年）8月 - 「滝観洞小唄」の発表[60]
- 1968年（昭和43年）6月 - 名物「滝流しそば」[60]「ジンギスカン鍋」を開業
- 1969年（昭和44年） - 全国に向け観光ポスターの製作
- 1972年（昭和47年）4月 - 滝観洞観光センターを開業[40]
- 1975年（昭和50年）8月1日 - 滝観新洞（のちの白蓮洞）オープン[40][13]
- 1977年（昭和52年）5月 - 映画「八つ墓村」のロケ撮影[61]
- 1980年（昭和55年）8月 - 第22回日本ケイビング大会開催（日本ケイビング協会主催）[61][注 11]
- 1983年（昭和58年）6月 - 滝観新洞を「白蓮洞」と命名[41]
- 1985年（昭和60年）11月 - 滝観洞の水が岩手県認定の「いわての名水20選」に選ばれる[66]
- 2008年（平成20年） - 東京スペレオクラブ（東京都）と東山ケイビングクラブ（一関市）の合同調査で、滝観洞が総延長3,635メートル以上（国内第10位）、高低差115メートル（国内第24位）の大洞窟であることが判明[67][7][8]
- 2011年（平成23年）3月11日 - 東日本大震災で被災、滝観洞・白蓮洞ともに入洞禁止となる[58]
- 2011年（平成23年） - 滝観洞の総延長が4,842メートル以上（国内第7位）に更新される（『東京スペレオクラブ10周年記念誌』）[4]
- 2012年（平成24年）7月15日 - 滝観洞が東日本大震災の被害による閉鎖から再開、同日に記念の「滝観洞まつり」を開催[58][68][69]
- 2020年（令和2年） - 一般社団法人邑サポートに委託し滝観洞関連施設の再整備計画を策定[70][71]
- 2024年（令和6年）4月27日 - リニューアルオープン[72]。

## 受付施設

### 滝観洞観光センター
受付施設として滝観洞観光センターがある。滝観洞観光センターの旧施設は老朽化が進んでいたため、2020年度に整備計画が策定され、公募型プロポーザルで施設を「おらいの滝観洞」として整備することをアトリエハレトケと武山大樹建築設計事務所の共同企業体が提案していた。
同案を提案したアトリエハレトケと武山大樹建築設計事務所の共同企業体が設計業務を担当することが決定し、新施設は旧施設隣に新築された。1階には物販スペースと入洞受付があり、2階にアトラクション「滝流しそば」を体験できるテラスが設けられている。2024年4月20日には内覧会がおこなわれ、観光関係者が視察した
。
同月27日にリニューアルオープンし、テープカットが行われた。名物の「滝流しそば」も2年ぶりに再開し、続くゴールデンウィークには「滝に鯉（恋）まつり」を開催する。

### 滝流しそば
滝観洞の名物に、滝のように流れるそばを味わう滝流しそばがあり、滝観洞観光センターで提供されている。施設の改築に伴い、2022年（令和4年）5月22日で営業を一時休止していたが、2024年4月27日のリニューアルオープンとともに再開した。

## 受賞歴
- 2006年 - お得に楽しめる鍾乳洞 第1位〈滝観洞と白蓮洞〉（日本経済新聞社）[81]
- 2007年 - 暗闇の中の宝石！日本の美しい鍾乳洞BEST3 第3位（ザ・ベストハウス123）

## 所在地
岩手県気仙郡住田町上有住字土倉298-81

## 周辺
- 上有住駅 - 滝観洞の最寄り駅。JR釜石線。
- 五葉山
- 気仙川 - 滝観洞の前を気仙川の最上流部が流れている。
- 五葉山火縄銃鉄砲隊
- 仙人峠道路
- 日鉄鉱業大洞鉱業所（大洞鉱山）跡
- 大洞の慰霊碑

## 交通アクセス
- JR東日本（東日本旅客鉄道）釜石線・上有住駅より徒歩3分
- E46 釜石自動車道・滝観洞ICより車で2分
- 自動車での所要時間は、大船渡市・釜石市から約40分、気仙沼市から約60分、水沢市から約70分、北上市・花巻市から約90分[6]、盛岡市から100分、一関市から110分[82]

※駐車場は80台収容